# La Heydt
La Heydt of Heye is een gehucht in de Luikse gemeente Dalhem, in de deelgemeente Weerst in België.

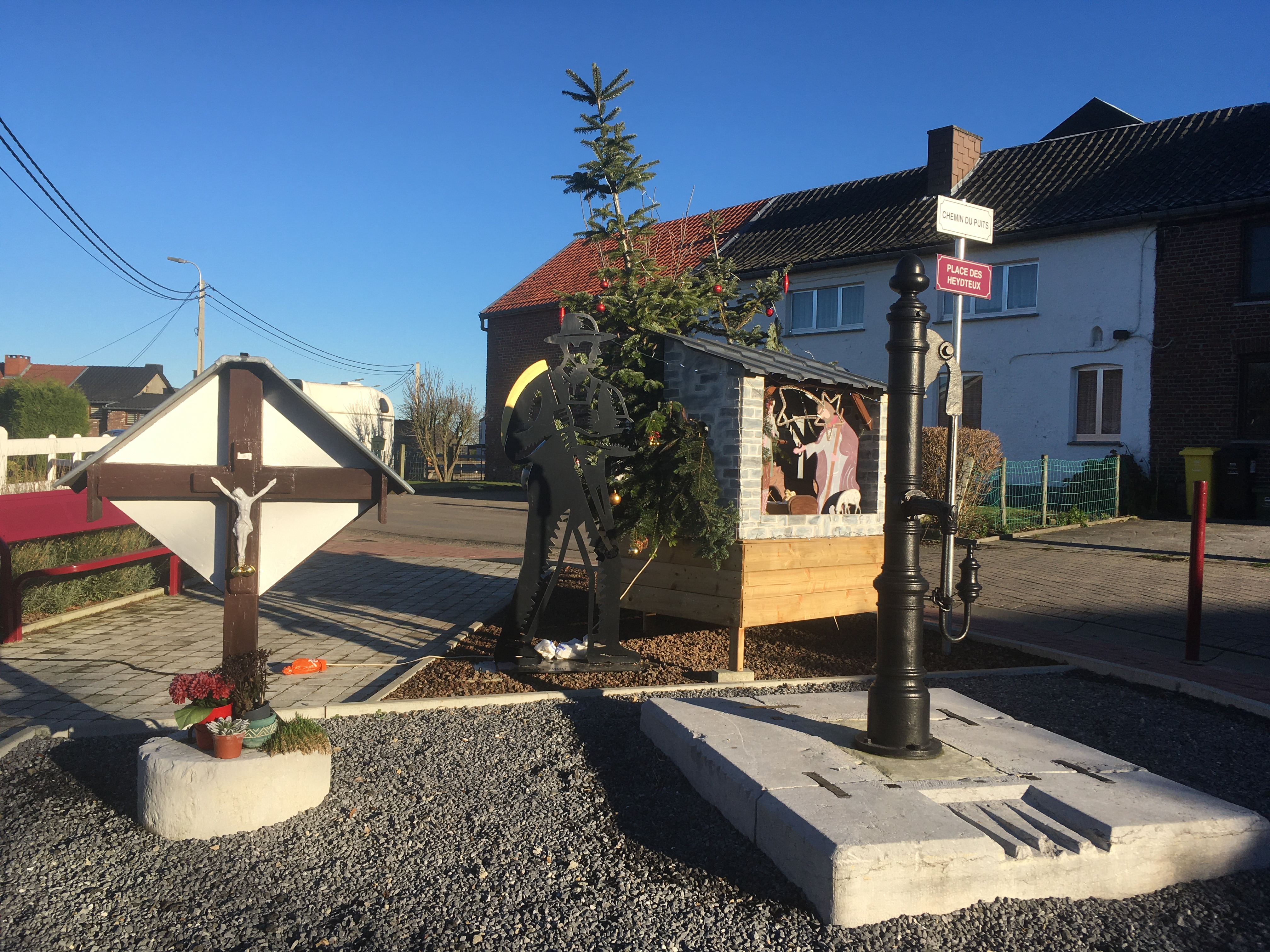
Nieuw ingericht kruispunt in La Heydt.

Het gehucht ligt op een helling ten oosten van het dorp Weerst (Warsage). De helling ligt op een heuvelrug die de waterscheiding vormt tussen het dal van de Berwijn in het zuidwesten en het Voerdal in het noordoosten. De lintbebouwing volgt de oostelijke rand van het Koningsbos (Bois du Roi). Ten noorden van het gehucht, vlak over de grens met de Vlaamse gemeente Voeren, ligt de hoeve Mariahof. De weg door het gehucht, met in het verlengde de Chemin du Bois du Roi richting Schophem, vormde ooit de doorgaande weg tussen Aubel en 's-Gravenvoeren / Maastricht.
Centraal in het gehucht stond lang een wilde kastanjeboom bij een waterput. De put werd gedempt in 1983, nadat de huizen in de jaren '70 werden aangesloten op de waterleiding. Nadat de boom werd geveld door storm en bliksem, werd het kruispunt in 2020 omgedoopt tot Place des Heydteux en opnieuw ingericht met een wegkruis, waterpomp en een kunstwerk dat de bewoners (les Heydteux) symboliseert.
Ten noordoosten van La Heydt liggen in het Voerdal de plaatsen Sint-Martens-Voeren, Berg en Sint-Pieters-Voeren. In het oosten ligt het Alsbos, in het zuiden het gehucht Les Waides en in het zuidwesten Neufchâteau.

## Wielrennen
De beklimming van La Heydt is zo'n vier kilometer lang en kent een geleidelijk stijgingspercentage rond de twee à drie procent, met vlak voor de bebouwing een steil stuk van zo'n tien procent met twee haarspeldbochten. De klim is populair bij wielertoeristen, omdat deze een stuk verkeersluwer is dan de zuidelijker gelegen beklimming van Winerotte over de N608. Beide beklimmingen komen bovenaan samen bij een vijfsprong, vlakbij het Fort Aubin-Neufchâteau, waar ook de beklimmingen vanuit Neufchâteau en Les Waides samenkomen.
Deelgemeenten: Berneau · Bolbeek · Dalhem · Feneur · Mortroux · Neufchâteau · Saint-André · Weerst

Overige plaatsen: Chenestre · Fêchereux · La Heusière · La Heydt · Mauhin · Les Waides · Wodémont

Belgische gemeenten · arrondissement Luik · provincie Luik · Wallonië